# ピレトリンI
ピレトリンI(Pyrethrin I)は、殺虫剤としての活性を持つ天然有機化合物である、2種類のピレトリンのうちの1つである。(+)-trans-菊酸と(S)-(Z)-ピレトロロンのエステルである。

## 生合成
ピレトリンIの合成は、(+)-trans-菊酸と(S)-(Z)-ピレトロロンのエステル化により行われる。各々の合成法の1つは、下の図に示すとおりである。
インドのヴァドーダラーにあるMalti-Chem Research CentreのSobtiとDevは、1974年にこの菊酸の合成法を発表した。合成の出発物質は、市販の(+)-3α, 4α-エポキシカラン(1)である。グリニャール試薬を加えることで、最終的にラクトンが形成され、環が開裂して、(+)-trans-菊酸が生成する。(S)-ピレトロロンの合成には、2段階が必要である。出発物質(S)-4-ヒドロキシ-3-メチル-2-(2-プロピニル)-2-シクロペンタン-1-オン(7)は市販されている。これにテトラキス(トリフェニルホスフィン)パラジウム(0)、ヨウ化銅(I)、トリエチルアミン、臭化ビニルを加えて2つの炭素を付加し、(8)を形成する。第2段階では、活性亜鉛化合物を加えて三重結合を還元し、cis化合物の(S)-ピレトロロン(9)を得る。ピレトリンIのアルコール部分と酸部分の結合に特化した論文はないが、希望の化合物を形成するためにエステル化により結合することができる。

### 酸部分の合成

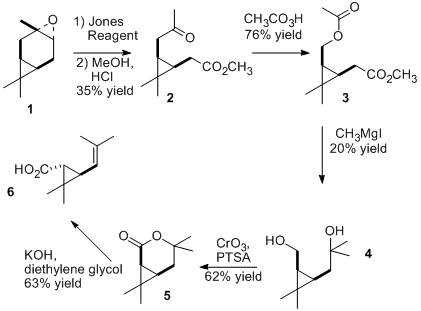

### アルコール部分の合成

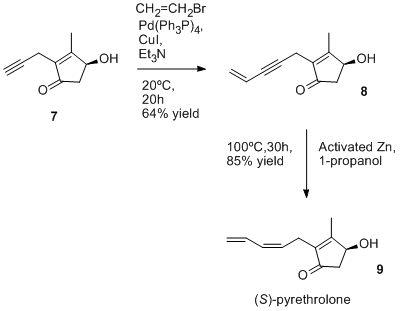